# Kaspars Daugaviņš
Kaspars Daugaviņš (ur. 18 maja 1988 w Rydze) – łotewski hokeista, reprezentant Łotwy, trzykrotny olimpijczyk.

## Kariera
- HK Prizma Ryga (2003–2004)
- CSKA 2 Moskwa (2004–2005)
- HK Riga 2000 (2005–2006)
- Toronto St. Michael’s Majors (2006–2007)
- Binghamton Senators (2006–2012)
- Mississauga St. Michael’s Majors (2007–2009)
- Ottawa Senators (2009, 2011–2012, od 2013)
  -  Dinamo Ryga (2012–2013)
- Boston Bruins (2013)
- Servette Genewa (2013–2014)
- Dinamo Moskwa (2014–2015)
- Amur Chabarowsk (2015)
- Torpedo Niżny Nowogród (2015–2018)
- Spartak Moskwa (2018–2020)
- Witiaź Podolsk (2020–2021)
- SC Bern (2021–2022)
- Iserlohn Roosters (2022–2023)

Wychowanek klubu BHS. W drafcie NHL w 2006 wybrany przez klub Ottawa Senators (runda 3, numer 91). Ponadto w KHL Junior Draft w 2009 wybrany przez Torpedo Niżny Nowogród (runda 2, numer 35). W pierwszych dwóch klubach występował z nim jego rodak Artūrs Kulda. Od 2009 roku zawodnik Senators. W lipcu 2012 roku przedłużył kontrakt z klubek o rok. Od września 2012 do stycznia 2013 roku na okres lokautu w sezonie NHL (2012/2013) związany kontraktem z klubem Dinamo Ryga. Następnie pierwszą część wznowionego sezonu NHL rozegrał w Ottawie, a od marca kontynuował grę w Boston Bruins. We wrześniu 2013 został zawodnikiem szwajcarskiego klubu w lidze NLA. W kwietniu 2014 prawa do zawodnika w ramach ligi KHL zostały sprzedane przez Dinamo Ryga na rzecz Dinama Moskwa, po czym zawodnik podpisał dwuletni kontrakt z tym klubem. Pod koniec września 2015 został zawodnikiem Amuru Chabarowsk, a kilka dni później Torpedo. Od maja 2018 zawodnik Spartaka Moskwa. Od maja 2020 zawodnik Witiazia Podolsk. Z końcem kwietnia 2021 odszedł z klubu. We wrześniu 2021 został zawodnikiem szwajcarskiego klubu SC Bern. W sierpniu 2022 przeszedł do niemieckiego Iserlohn Roosters. W marcu 2023 odszedł stamtąd.
Uczestniczył w turniejach mistrzostw świata w 2005, 2006, 2007, 2008, 2010, 2012, 2014, 2015, 2016, 2017 (kapitan zespołu), 2021 oraz zimowych igrzysk olimpijskich 2010, 2014, 2022.

## Sukcesy

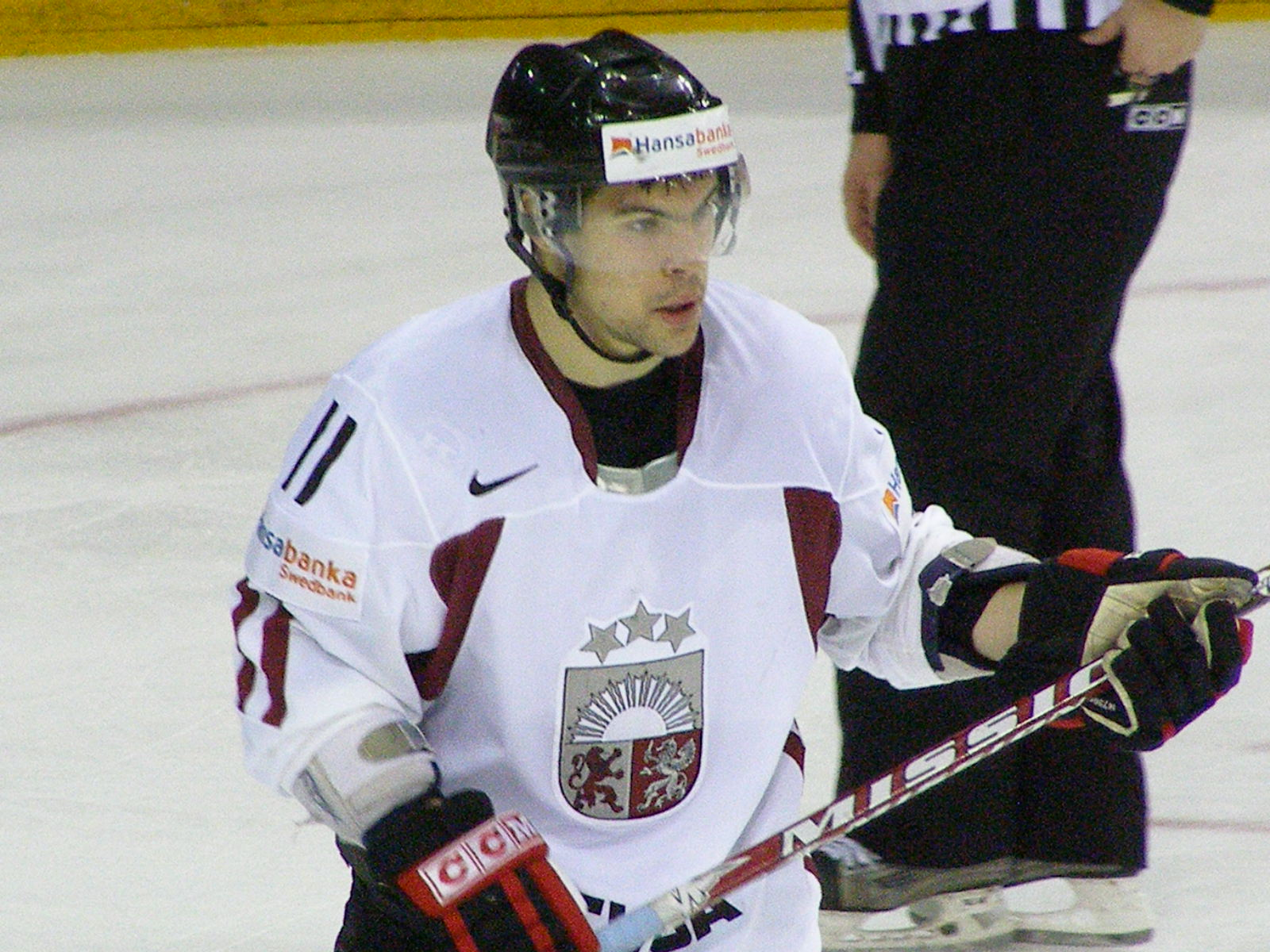
Kaspars Daugaviņš w barwach Łotwy (2008)

### Klubowe
- Złoty medal mistrzostw Łotwy: 2006 z HK Riga 2000
- Brązowy medal mistrzostw Białorusi: 2006 HK Riga 2000
- Drugie miejsce w Pucharze Kontynentalnym: 2005/2006 z HK Riga 2000
- Puchar Caldera: 2011 z Binghamton Senators
- Puchar Spenglera: 2013 z Servette Genewa

### Indywidualne
- OHL 2006/2007:
  - OHL First All-Rookie Team
- Mistrzostwa Świata Juniorów w Hokeju na Lodzie 2007/I Dywizja#Grupa A:
  - Piąte miejsce w klasyfikacji strzelców turnieju: 3 gole[16]
  - Drugie miejsce w klasyfikacji asystentów turnieju: 7 asyst[17]
  - Pierwsze miejsce w klasyfikacji kanadyjskiej turnieju: 10 punktów[18]
- Mistrzostwa Świata Juniorów w Hokeju na Lodzie 2008/I Dywizja#Grupa B:
  - Pierwsze miejsce w klasyfikacji asystentów turnieju: 8 asyst[19]
  - Drugie miejsce w klasyfikacji kanadyjskiej turnieju: 10 punktów[20]
- Puchar Spenglera 2013:
  - Drugie miejsce w klasyfikacji strzelców turnieju: 3 gole
  - Pierwsze miejsce w klasyfikacji asystentów turnieju: 4 asysty
  - Drugie miejsce w klasyfikacji kanadyjskiej turnieju: 7 punktów
  - Skład gwiazd turnieju
- National League A (2013/2014):
  - Piąte miejsce w klasyfikacji kanadyjskiej w sezonie zasadniczym: 44 punkty
- Mistrzostwa Świata w Hokeju na Lodzie 2014/Elita:
  - Jeden z trzech najlepszych zawodników reprezentacji na turnieju[21]
- Mistrzostwa Świata w Hokeju na Lodzie 2015/Elita:
  - Jeden z trzech najlepszych zawodników reprezentacji na turnieju[22]